# Socha Svetozara Miletiće (Novi Sad)
Socha Svetozara Miletiće se nachází na Náměstí svobody v Novém Sadu, hlavním městě Autonomní oblasti Vojvodina na severu Srbska. Vznikl podle návrhu chorvatského sochaře Ivana Meštroviće.
Pětimetrová socha z bronzu, která byla věnována politickému a kulturnímu předáku Srbů v Rakousko-Uhersku v druhé polovině 19. století, vznikla v roce 1935. Poprvé byla odhalena roku 1939, a to předsedou tehdejší jugoslávské vlády Dragišou Cvetkovićem. Během druhé světové války byla z náměstí odstraněna, a po osvobození země se opět vrátila na své místo. Pod sochu byl po válce doplněn nový podstavec z šedého mramoru od Pavle Radovanoviće z roku 1951.
Socha Svetozara Miletiće je památkově chráněným objektem.